# Arno von Lenski

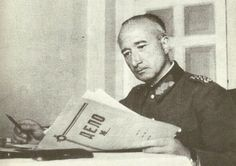
Arno Ernst Max von Lenski, 1943

Arno Ernst Max von Lenski (* 20. Juli 1893 in Czymochen, Ostpreußen; † 4. Oktober 1986 in Eichwalde) war ein deutscher Offizier, im Zweiten Weltkrieg Kommandeur der 24. Panzer-Division. Er war als militärischer Sachverständiger und ehrenamtlicher Richter von 1940 bis 1942 am Volksgerichtshof auch an mindestens einem Todesurteil beteiligt. Später war er General der Nationalen Volksarmee der DDR und Funktionär der DDR-Blockpartei NDPD.

## Leben
Lenski entstammte einer Adelsfamilie. Er war das zehnte Kind des Gutsbesitzers Richard von Lenski (1829–1918) und dessen zweiter Ehefrau Bertha, geborene Michalczik (1848–1938). Sein Vater hatte Besitzungen von 2600 Morgen auf einem alten Rittergut in Czymochen. Seine Mutter war von Beruf Lehrerin und entstammte einer Bauernfamilie aus Masuren.

### Militärische Laufbahn
1903 wurde Lenski in das Kadettenhaus Köslin in Hinterpommern aufgenommen, wo er eine Erziehung nach preußischer Gesinnung erhielt. 1908 versetzte man ihn an die Hauptkadettenanstalt nach Groß-Lichterfelde bei Berlin. Hier wurde er vier Jahre später zum Fähnrich ernannt. Am 22. März 1912 trat er in das Dragoner-Regiment „Freiherr von Derfflinger“ (Neumärkisches) Nr. 3 der Preußischen Armee in Bromberg ein und wurde nach dem Besuch der Kriegsschule in Hersfeld Mitte Juni 1913 zum Leutnant befördert.
Lenski nahm am Ersten Weltkrieg teil, anfangs als Zugführer, ab 1915 als Adjutant oder Ordonnanzoffizier im Stab des Generalkommandos z. b. V. 55. Er avancierte Mitte August 1916 zum Oberleutnant und erhielt für sein Wirken neben beiden Klassen des Eisernen Kreuzes den Bayerischen Militärverdienstorden IV. Klasse mit Schwertern, das Ritterkreuz II. Klasse des Albrechts-Ordens mit Schwertern sowie das Österreichische Militärverdienstkreuz III. Klasse mit der Kriegsdekoration.
Nach Kriegsende wurde Lenski in die Reichswehr übernommen, wo er im 6. (Preußisches) Reiter-Regiment in Demmin und Pasewalk diente. Anschließend war er neun Jahre lang (mit Unterbrechungen) an der Kavallerieschule in Hannover beschäftigt, wo er 1921 als Reitschüler unter Major Wilhelm Keitel, dem späteren Chef des Oberkommandos der Wehrmacht, begann. Ab 1925 arbeitete er dort selbst als Lehrer, ab 1929 übernahm er als Rittmeister die 5. Schwadron des 14. Reiter-Regiment in Ludwigslust.
1930 heiratete Lenski die Tochter eines Hamburger Bankkaufmanns, die jedoch zwei Jahre später an Leukämie starb. Ab 1933 war er als Major Kommandeur der Unteroffizier-Reitschule und Adjutant des Kommandeurs der Kavallerieschule in Hannover. 1935 heiratete er die aus Wörbzig bei Köthen stammende Erica Nette, die Tochter eines Gutsbesitzers, mit der er zwei Söhne, darunter den Schauspieler Hasso von Lenski (* 1942), und eine Tochter hatte. Ebenfalls 1935 ernannte man Lenski zum Kommandeur des 6. Reiter-Regiments in Schwedt/Oder, welches 1937 nach Darmstadt verlegt wurde. Am 1. März 1936 wurde Lenski hier zunächst zum Oberstleutnant und am 1. August 1938 zum Oberst befördert.

### Zweiter Weltkrieg
Zu Kriegsbeginn 1939 diente Lenski als Kommandeur einer Aufklärungsabteilung an der Westfront, ab 1. Dezember 1939 als Kommandeur der Schule für Schnelle Truppen in Krampnitz bei Potsdam. Am 29. August 1940 wurde er von Adolf Hitler für die Dauer von fünf Jahren zum ehrenamtlichen Mitglied des Volksgerichtshofes ernannt und dem 3. Senat zugeteilt, der sich vorrangig mit den Delikten Landesverrat, Defätismus, Wehrkraftzersetzung und Wehrdienstentziehung beschäftigte. Im September 1942 übertrug man ihm das Kommando der 24. Panzer-Division. In dieser Funktion wurde er am 1. Januar 1943 zum Generalleutnant befördert.

### Mitwirkung an Todesurteilen des Volksgerichtshofes
Lenski war von 1940 bis 1942 in seiner Funktion als Beisitzer (ehrenamtlicher Richter) bzw. militärischer Sachverständiger in Spionageprozessen am Volksgerichtshof an mindestens drei Urteilen gegen acht Personen (davon ein Todesurteil sowie lebenslange und zeitlich begrenzte Zuchthausstrafen) beteiligt. Ausgelöst durch 1960 in der westdeutschen Presse erschienene Berichte, leitete das Ministerium für Staatssicherheit Ermittlungen bezüglich Lenskis Verwicklungen in die NS-Justiz ein, deren Ergebnisse jedoch geheim gehalten wurden. Lenski selbst hatte seine Mitarbeit am Volksgerichtshof bereits 1944/1945 gegenüber Funktionären des NKFD sowie KPD-Funktionären, unter ihnen Wilhelm Pieck und Walter Ulbricht, zugegeben.

### Kriegsgefangenschaft
Am 2. Februar 1943 geriet er nach der Vernichtung der 24. Panzer-Division während der Schlacht von Stalingrad mit den Resten der 6. Armee in sowjetische Kriegsgefangenschaft. Zunächst nach Krasnogorsk verbracht, wurde er im April 1943 nach Susdal verlegt, danach in das Kriegsgefangenenlager für Generäle 5110/48 Woikowo.
Nach einigem Zögern trat Lenski am 7. Mai 1944 dem Nationalkomitee Freies Deutschland und dem Bund Deutscher Offiziere bei. Dafür wurde er von einem Kriegsgericht in Torgau in Abwesenheit zum Tode verurteilt.
Er war Mitarbeiter der Zeitung und des Senders Freies Deutschland in Lunowo. Von Dezember 1944 bis Mai 1945 studierte er Gesellschaftswissenschaften und Politische Ökonomie in der Antifa-Schule in Krasnogorsk. Von März 1946 bis August 1949 war er militärischer Fachberater bei Mosfilm für den Dokumentarfilm Die Schlacht um Stalingrad.

### Politische und militärische Funktionen in der DDR
Am 17. August 1949 kehrte er aus der sowjetischen Gefangenschaft in die sowjetische Besatzungszone zurück. Seinem Antrag auf Anerkennung als Verfolgter des Naziregimes wurde im Oktober 1949 stattgegeben. Im Mai 1950 wurde er in den geschäftsführenden Hauptvorstand der NDPD aufgenommen. Ab März 1951 arbeitete er als Direktor des Berliner Stadtkontors, eine Stelle, die ihm ein wesentlich höheres Gehalt einbrachte. Am 1. August 1952 trat er eine Stelle im Stab der Kasernierten Volkspolizei an und wurde am 1. Oktober 1952 zum Generalmajor der KVP ernannt. Hier war er von 1952 bis 1953 Chef der Verwaltung für Motorisierung im Ministerium des Innern. Am 28. April 1956 wurde Lenski zum Chef der Panzertruppen des in Strausberg (Struzberg-Kaserne) ansässigen Ministeriums für Nationale Verteidigung ernannt.
Lenski war von 1949 bis 1958 in der Länderkammer der DDR einer der Vertreter Berlins mit beratender Stimme. Seit 1952 war er Mitglied des Hauptausschusses der NDPD, für die er von 1954 bis 1958 in der Stadtverordnetenversammlung von Berlin und von 1958 bis 1967 als Abgeordneter in der Volkskammer saß. Daneben saß er in Präsidien bzw. Vorständen des DTSB, der Deutsch-Sowjetischen Freundschaft (DSF) und des Nationalen Olympischen Komitees der DDR. Als ehemaliger General der Wehrmacht wurde Lenski ab 1954 vom Ministerium für Staatssicherheit durch Inoffizielle Mitarbeiter in seinem dienstlichen und privaten Umfeld observiert, jedoch konnte keines der Verdachtsmomente erhärtet werden.

### Ruhestand
Auf Beschluss des Politbüros der SED vom 15. Februar 1957 wurden fast alle ehemaligen Offiziere der Wehrmacht bis Ende der 1950er Jahre schrittweise aus der NVA entlassen und pensioniert. Im Dezember 1957 fasste die SED-Sicherheitskommission den Beschluss, auch Lenski in den Ruhestand zu versetzen. Am 31. Juli 1958 wurde er nach Erreichung des gesetzlichen Rentenalters von 65 Jahren aus dem aktiven Dienst der NVA entlassen, seine Dienstjahre in der Wehrmacht wurden ihm dabei für die Rente angerechnet.
In den Ruhestand geschickt, wandte sich Lenski vor allem seinem Hobby zu, dem Reitsport. Von 1958 bis 1962 war er als Konsultant der Sportmannschaft Reiten sowie der Gruppe Geländeritt des Armeesportklubs Vorwärts Berlin tätig. Ab 1959 leitete er den Vorsitz der Sektion Pferdesport der Gesellschaft für Sport und Technik der DDR. Ab 1970 übernahm er das Amt des Präsidenten des deutschen Pferdesportverbandes der DDR. Ab 13. November 1964 war Lenski Vorsitzender der Arbeitsgemeinschaft ehemaliger Offiziere. Lenski starb am 4. Oktober 1986 im Alter von 93 Jahren. Er wurde auf dem Strausberger Waldfriedhof beigesetzt.

## Auszeichnungen
- Deutsches Kreuz in Gold am 21. Januar 1943
- Verleihung eines Ehrendolches durch den Verteidigungsminister der DDR
- Vaterländischer Verdienstorden der DDR in Bronze im Jahr 1954
- Vaterländischer Verdienstorden in Silber im Jahr 1965
- Vaterländischer Verdienstorden in Gold in den Jahren 1973 und 1983
- Medaille für Kämpfer gegen den Faschismus 1933 bis 1945 im Jahr 1958
- Verdienstmedaille der DDR im Jahre 1963
- Kampforden „Für Verdienste um Volk und Vaterland“ in Gold im Jahr 1968
- Ehrenspange zum Vaterländischen Verdienstorden in Gold im Jahr 1978

## Zitate
„Das ist nicht das, was die Division wollte: anstatt dass man uns in den wohlverdienten Rückzugsraum entläßt, werden wir an einer anderen Stelle Stalingrads eingesetzt. Dieses Mal am düsteren Stahlwerk „Roter Oktober“. Die Fabrik war ein immenses Areal von Schlackehalden, Gleisanlagen, Fabrikhallen und gewaltigen Gebäuden aus Stahlbeton, welche jetzt nur noch aus zertrümmerten Stahl-Skeletten bestanden. Großkalibrige Artilleriegranaten von beiden Seiten haben die Fabrik in Trümmer geschossen, den Boden aufgewühlt, große Brocken aus den Gebäuden gerissen und ein unvorstellbares Durcheinander aus verbogenen Stahlträgern, Blechverkleidungen, Schutt und Trümmer geschaffen. Trotzdem Befehl ist Befehl.“